# Никель (Адыгея)
Ни́кель — посёлок в Майкопском районе Республики Адыгея. Входит в состав муниципального образования «Даховское сельское поселение».

## География
Посёлок расположен на правом берегу реки Белая, у впадения в неё правого притока Сюк. Находится в 9 км к юго-западу от станицы Даховская и в 55 км к югу от города Майкоп.

## История
Назван по химическому элементу (Ni), входящему в состав залегающих в окрестных горах рудных жил. В посёлке расположены биологическая и геологическая базы Южного федерального университета и база отдыха «Белая речка», возведённые на месте бывшего здесь ранее геологического посёлка. В начале 1960-х годов здесь было открыто редкое месторождение, которое на первом этапе разведывалось как ураново-никель-арсенидное и было признано нерентабельным. После этого велась разведка на барит, но запасы руд оказались незначительны, и месторождение законсервировали.
В настоящее время на территории бывшей лесопилки посёлка располагается туристический комплекс «Горная деревня».
18 февраля 2002 года Законом Республики Адыгея посёлок упразднён. 
28 июня 2012 года Законом Республики Адыгея было отменено решение об упразднении посёлка.

## Население
| 2020 | 2021 | 2023 | 2024 |
| ---- | ---- | ---- | ---- |
| 0    | ↗4   | →4   | →4   |

По данным Всероссийской переписи населения 2021 года:
| Народ   | Численность, чел. | Доля от всего населения, % |
| ------- | ----------------- | -------------------------- |
| русские | 4                 | 100,0 %                    |
| всего   | 4                 | 100,0 %                    |